# Anthony Mounier
Anthony Mounier (Aubenas, 27 de setembro de 1987) é um futebolista francês que atua como meia. Atualmente, defende o Kallithea FC.[carece de fontes?]

## Carreira

### Lyon
Revelado pelo Lyon, onde chegou em 2002, Mounier profissionalizou-se em 2006 e fez sua estreia na temporada seguinte, usando a camisa 27. Sua estreia foi contra o Toulouse, em janeiro de 2008, entrando no lugar de Hatem Ben Arfa. Até 2009, foram apenas 20 jogos e 2 gols marcados.[carece de fontes?]

### Nice
Assinou com o Nice no último dia da janela de transferências do verão europeu, fazendo sua estreia na derrota para o Auxerre por 2 a 0. Pelos Aiglons, disputou 90 partidas e marcou 10 gols. [carece de fontes?]

### Montpellier e Bologna
Ele ainda jogou 3 temporadas pelo Montpellier (93 jogos e 13 gols) antes de ser contratado pelo Bologna, que pagou 1,5 milhão de euros para contar com os serviços do atleta, em agosto de 2015.

### Empréstimo ao Saint-Étienne e rejeição
Em janeiro de 2017, Mounier foi liberado por empréstimo ao Saint-Étienne até o final da temporada, com opção de compra. Porém, um grupo de torcedores do clube não aceitou a contratação do jogador, uma vez que o Lyon (time onde ele iniciara a carreira) é rival ferrenho dos Verts. No Stade Geoffroy-Guichard, uma parte da torcida organizada do clube levou uma faixa com a frase "Mounier : nos couleurs ne seront jamais les tiennes" ("Mounier: nossas cores nunca serão as suas"). Com o incidente, o Saint-Étienne optou em cancelar o empréstimo, devolvendo o meio-campista (que chegou também a receber ameaças de torcedores do Lyon) ao Bologna.